# Mullins (South Carolina)
Mullins is een plaats (city) in de Amerikaanse staat South Carolina, en valt bestuurlijk gezien onder Marion County.

## Demografie
Bij de volkstelling in 2000 werd het aantal inwoners vastgesteld op 5029.
In 2006 is het aantal inwoners door het United States Census Bureau geschat op 4844, een daling van 185 (-3,7%).

## Geografie
Volgens het United States Census Bureau beslaat de plaats een oppervlakte van
7,9 km², geheel bestaande uit land. Mullins ligt op ongeveer 24 m boven zeeniveau.

## Plaatsen in de nabije omgeving
De onderstaande figuur toont nabijgelegen plaatsen in een straal van 24 km rond Mullins.

## Geboren in Mullins
- Sandra Reaves-Phillips (1944-2023), zangeres, actrice en schrijfster